# 最小角距

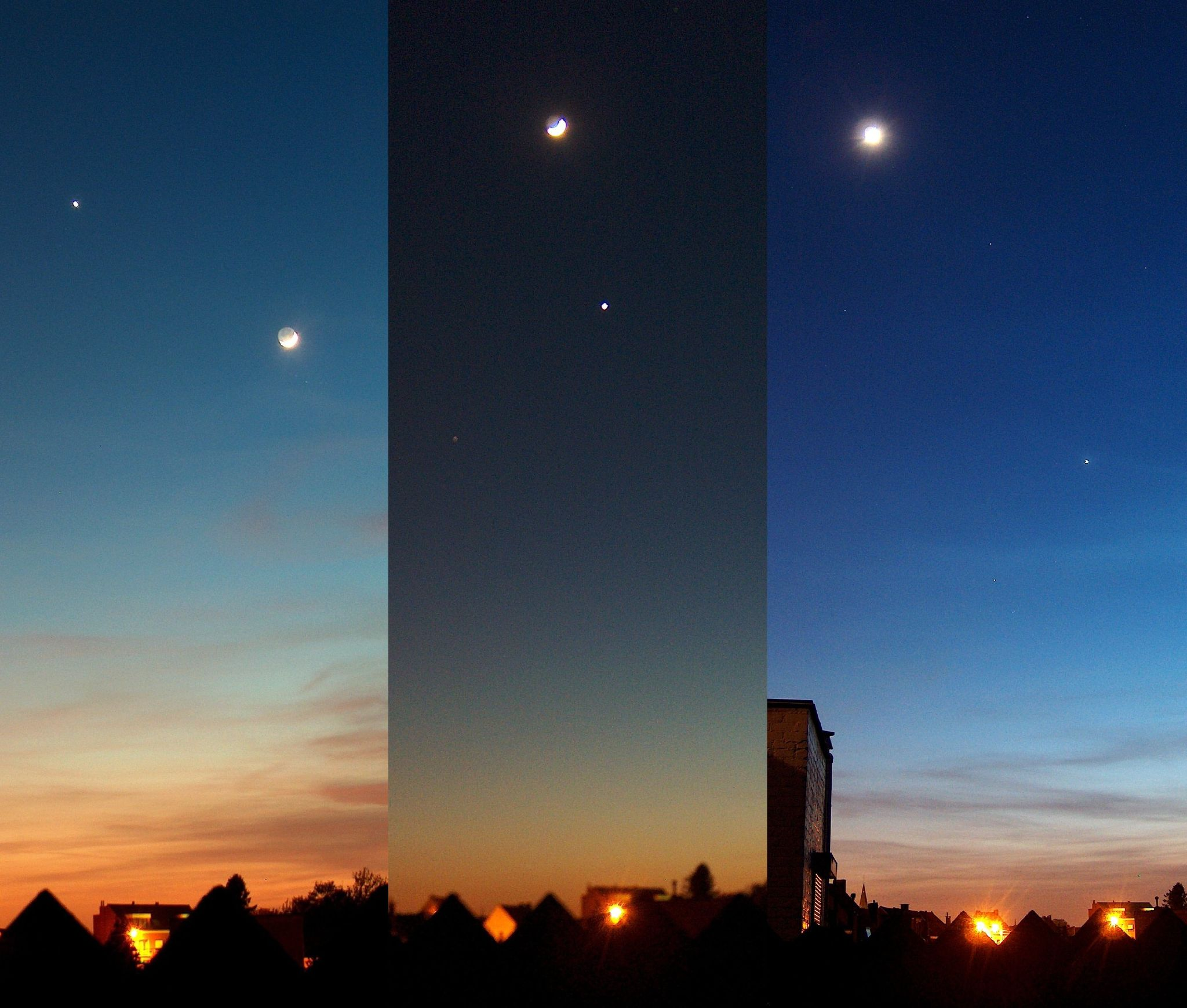
月球和金星連續三天在夜空中的相對位置。中心影像顯示了兩個物體之間的最小角距（犯）。

最小角距，也稱為犯，是在給定週期內從第三個天體（通常是地球）看見一個天體和另一個天體之間的最小視距離。從地球上看，最小角距出現在天空中兩顆行星的典型視運動中，或者在月球繞地球運行時，月球對恆星或行星的視運動。最小角距是一種僅由透視引起的明顯現象；所涉及的兩個物體在物理空間中並不會靠近。  
最小角距與合有關，但定義在細節上有所不同。當兩個天體之間的視間隔最小時，就會發生犯，而當兩個物體具有相同的赤經或黃經時，就會出現合。一般來說，最小角距的精確時間與合的精確時間不同。
表現出逆行的天體（如行星）偶爾會顯示出一個與合的事件無關的最小角距事件。在這些情况下，這兩個天體似乎相互靠近，但在達到赤經的短暫重合之前就轉身離開了。
當天體看起來離得如此之近，以至於其中一個實際上從另一個前面經過時，該事件被歸類為凌、掩星或食，而不是最小角距。
當涉及明亮的行星和月球時，最小角距是普通觀測者的肉眼可見事件。當涉及到黯淡天體時，它們有助於找到這些天體。非常近的最小角距事件提供了一個機會，可以在望遠鏡的同一視野中看到兩個天體在一起，這對業餘天文學家和對天文有好奇心的人而言，是望遠鏡中很引人注目的天象，例如2020年12月13日的木星-土星最小角距。